# Griffarins
Les Griffarins forment une confrérie ouvrière clandestine de typographes lyonnais au XVIe siècle.

## Étymologie
Cette appellation viendrait du nom de l'imprimeur lyonnais Sébastien Gryphe, bien que d'autres explications soient possibles, comme la référence au griffon (également l'emblème de Gryphe), ou à un vieux mot lyonnais golfarins, qui voudrait dire « glouton »[réf. nécessaire].

## Histoire
Les Griffarins regroupent des travailleurs dans tous les métiers de l'imprimerie, tireurs de presse, compositeurs, correcteurs. L'entrée dans la compagnie nécessite des rites d'initiation. Elle protège ses membres et leur famille en leur fournissant secours en cas de maladie, vieillesse, chômage.
Elle négocie avec les maîtres imprimeurs les questions de salaires, la durée de travail et fait pression sur les ouvriers afin de refuser de travailler pour ceux qui n'auraient pas satisfait à une revendication ou qui aurait renvoyé sans motif un griffarin.
Les Griffarins ont participé à l'organisation d'une révolte de quatre mois en 1539, connue sous le nom du grand tric de Lyon, un des premiers conflits lié au travail en France. Cette grève préfigure celle des canuts du XIXe siècle.